# オニカマス
オニカマス (学名：Sphyraena barracuda、英: barracuda, dingo-fish, giant barracuda, great barracuda) は、カマス科カマス属（分類について特に断らない限り）の硬骨魚。
Esox barracuda Edwards, 1771, Sphyraena baracuda (Walbaum, 1792), Sphyraena picuda Bloch & Schneider, 1801 はシノニム。別名:ドクカマス。沖縄県における地方名:チチルカマサー、ジキランカマサー。

## 分布
中部・西部太平洋、インド洋、大西洋の熱帯水域。国内では南日本、沖縄、小笠原諸島。

## 形態
全長200cmに達し、これはカマス科で最大である。
体形は太短い。体側の背中側に多数の横帯がある。幼魚では体側と背部に斑紋がある。全長50cm以下の幼魚以外には尾鰭後縁に1対の葉状部が発達する（尾鰭の上下の端は後方に向かって尖り、中央部に前方に向かう小さな切れ込みがある）。
カマスのなかでも特に大きな口と鋭い歯をもつ。
第1背鰭は5棘条。第2背鰭は1棘条、9軟条。尻鰭は2棘条、7-8軟条。側線鱗は75-87枚。

## 生態
沿岸からやや沖合のサンゴ礁の浅所に生息し、他の小型の魚類や甲殻類を食べる。単独でいる姿がサンゴ礁でよく見られるが、群れをつくることもある。遊泳速度は最高時速58kmに達する。
海水魚であるが、幼魚は汽水域にも入る。与論島の汽水域（水路の流出部）で採集されたという報告がある。西表島の浦内川のマングローブ域における観察によると、マングローブが生育する河川岸部と砂地におおわれた中央部の比較では岸部で多く観察された。
気性は荒く、人間を襲うこともある。海外では負傷者がでている。

## 人との関わり
かつては他のカマス類と同様に食用にされていたが、現在ではシガテラの主要な原因魚であるとして流通していない。日本では、食品衛生法第6条第2項の定める有害な食品として厚生省通達により販売は禁止されている。
マリアナからハワイにかけてトローリングの対象魚として人気がある。
その他、水族館で飼育されることもある。